# Darijan Matič
Darijan Matič (Lubiana, 28 maggio 1983) è un allenatore di calcio ed ex calciatore sloveno, di ruolo centrocampista, tecnico del Triglav.